# White House Situation Room

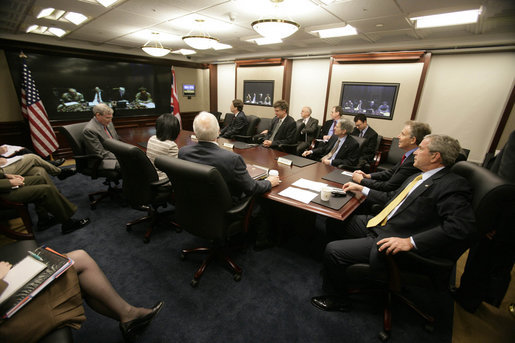
Prezydent George W. Bush oraz brytyjski premier Tony Blair w pomieszczeniu telekonferencyjnym kompleksu Situation Room, 17 maja 2007

White House Situation Room (pol. pokój dowodzenia) – kompleks, w którym mieści się pokój konferencyjny oraz centrum amerykańskiej służby wywiadowczej. Odbywają się tu spotkania i narady prezydenta Stanów Zjednoczonych z przedstawicielami wojska i służb wywiadowczych oraz poufne wideokonferencje krajowe i międzynarodowe. Cały kompleks umieszczony jest w piwnicy zachodniego skrzydła Białego Domu.
Utworzony przez Radę Bezpieczeństwa Narodowego Stanów Zjednoczonych do użytku prezydenta USA oraz jego doradców (również Departamentu Bezpieczeństwa Krajowego Stanów Zjednoczonych i szefa sztabu Białego Domu) obiekt przeszedł gruntowny remont w latach 2006–2007. Obecnie wyposażony jest w nowoczesne urządzenia telekomunikacyjne, pozwalające śledzić oficerom dyżurnym bieżące doniesienia i raporty z kraju i ze świata, umożliwiając prezydentowi łączenie się z rozmówcami w Stanach Zjednoczonych i za granicą oraz zapoznawanie się z tajnymi danymi w maksymalnie bezpieczny sposób.

## Historia

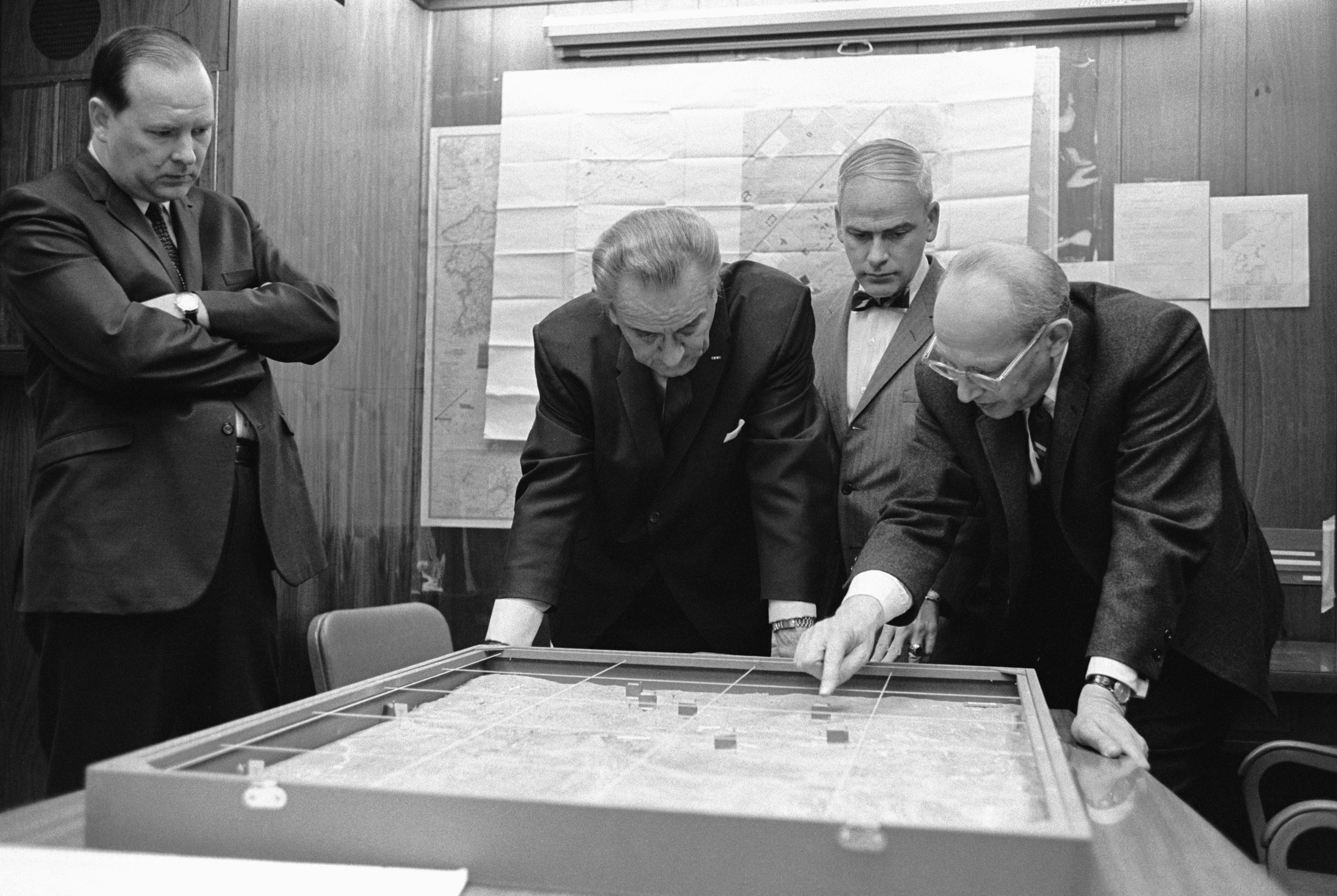
Prezydent Lyndon B. Johnson w White House Situation Room w roku 1968.

Gabinet dowodzenia w Białym Domu powstał w 1962 roku z inicjatywy Johna F. Kennedy’ego po niepowodzeniu inwazji w kubańskiej Zatoce Świń, spowodowanym po części brakiem centralnego ośrodka dyspozycyjnego z dostępem do bieżących informacji. Pomieszczenie to wyposażono wówczas w system bezpiecznej łączności oraz wbudowano w jego ściany drewniane panele ukrywające sprzęt audiowizualny.
Od tamtej pory kolejni prezydenci podejmowali tam większość decyzji kluczowych dla polityki międzynarodowej i konfliktów zbrojnych z udziałem Stanów Zjednoczonych. Centrum nie było natomiast przystosowane do prowadzenia łączności z innymi instytucjami rządowymi oraz władzami stanowymi i lokalnymi, co utrudniało rozwiązywanie wewnętrznych sytuacji kryzysowych i katastrof w samych Stanach Zjednoczonych. Zastosowane rozwiązania budowlane i techniczne nie ułatwiały ewentualnej rozbudowy systemu.

## Renowacja 2006–2007
Henry Kissinger określił kiedyś Situation Room jako niewygodny, nieestetyczny i przytłaczający. W latach 2006–2007 gabinet dowodzenia przeszedł największy z dotychczasowych remontów, podczas którego wymieniono m.in. jego przestarzałe wyposażenie. Usunięto stare monitory kineskopowe oraz faksy, komputery i telefony z połowy lat osiemdziesiątych i zmodernizowano zaplecze, w którym znajdowała się m.in. mała kuchnia bez umywalki.
Remont rozpoczął się w sierpniu 2006 i trwał cztery i pół miesiąca. Rozebraliśmy go dosłownie do cegieł i gołej podłogi – określił później zakres przebudowy zastępca szefa sztabu Joe Hagin. Prace remontowe były dokuczliwe dla szefa sztabu Białego Domu, którego gabinet mieści się piętro wyżej. Jak pisał New York Times: doradcy szefa sztabu pamiętają docierające wówczas do gabinetu hałaśliwe dźwięki.
Remont objął również pomieszczenie Rady Bezpieczeństwa Narodowego Stanów Zjednoczonych, pomieszczenie Rady Bezpieczeństwa Krajowego oraz gabinet szefa sztabu Białego Domu. W trakcie remontu usunięto mahoniowe panele, wygłuszając ściany miękką kremową tapetą i wstawiając dalekie od niektórych hollywoodzkich wyobrażeń proste wiśniowe meble.
Na suficie zainstalowano czujniki będące w stanie wykryć ewentualną aparaturę podsłuchową oraz ostrzec przed nielegalnym podsłuchem za pomocą telefonów komórkowych, palmtopów lub podobnych urządzeń. Przed remontem funkcjonariusze Secret Service odbierali wchodzącym wszelkie urządzenia elektroniczne. Obecnie w recepcji kompleksu znajduje się wyłożony ołowiem sejf służący do przechowywania tych urządzeń w depozycie. Obok znajdują się dwie szklane kabiny umożliwiające prowadzenie poufnych i prywatnych rozmów telefonicznych.
W gabinecie zmieniono układ stanowisk oficerów dyżurnych tak, by nie siedzieli twarzą do ścian, a mogli widzieć się wzajemnie. Dodano również sześć płaskich monitorów plazmowych, umożliwiających jednoczesne wyświetlanie kilku obrazów z różnych źródeł i prowadzenie bezpiecznych wideokonferencji.
17 maja 2007 roku po raz pierwszy w odnowionym pomieszczeniu odbyło się spotkanie George’a W. Busha z Tonym Blairem.